# Saulius Štombergas
Saulius Štombergas (Klaipėda, 14. prosinca 1973.) bivši je litavski košarkaš i državni reprezentativac. Igrao je na mjestu krila. Visine je 204 cm.
U 18-godišnjoj je karijeri Štombergas nastupao za brojne klubove, kao što su BC Žalgiris iz Kaunasa, Virtus iz Bologne, TAU Cerámicu iz Vitorije, turski Efes Pilsen i dr. Sa Žalgirisom je osvojio Euroligu 1999. godine.
Sudjelovao je na tri olimpijade, s tim da je na OI 1996. i OI 2000. osvajao brončanu medalju. Kao kapetan je predvodio Litvu do zlata na EP-u 2003.